# Stanisław Lendzion
Stanisław Lendzion (ur. 1917, zm. 16 lipca 1944) – polski bokser, reprezentant Polski.

## Kariera
Należał do sportowców bardzo wszechstronnych, gdyż zanim stał się reprezentantem Polski w boksie, uprawiał wcześniej takie dyscypliny jak: pływanie, narciarstwo i lekkoatletykę. Startując w mistrzostwach Polski, został wicemistrzem kraju w 1939, w kategorii muszej. W latach 1938–1939 trzykrotnie wystąpił w reprezentacji Polski odnosząc dla niej dwa zwycięstwa i jedną  porażkę. 
Zginął tragicznie, najprawdopodobniej rozstrzelany przez AK, pochowany w Wilnie na cmentarzu na Rossie. 